# Museu de Arte de São Paulo
A Museu de Arte de São Paulo (rövidítve: MASP) São Paulo művészeti múzeuma, egyben Brazília legismertebb múzeuma.

## Épülete
A város központjában található.

## Története
A múzeumot egy 1947-ben létrehozott magánjellegű nonprofit szervezet alapította. Modern épületét 1968-ban nyitották meg.